# Lindsaea kalimantanensis
Lindsaea kalimantanensis är en ormbunkeart som beskrevs av Kunio Iwatsuki och M. Kato. Lindsaea kalimantanensis ingår i släktet Lindsaea och familjen Lindsaeaceae. Inga underarter finns listade.